# El Viso de San Juan
El Viso de San Juan é um município da Espanha, na província de Toledo, comunidade autónoma de Castela-Mancha. Tem 53,02 km² de área e em 2021 tinha 5 255 habitantes (densidade: 97,5 hab./km²). Pertence à comarca de La Sagra, e limita com os municípios de Casarrubios del Monte, Carranque, Illescas, Cedillo del Condado, Palomeque e Chozas de Canales.